# Eiðis kommuna
Eiðis kommuna er en kommune på Færøerne. Kommunen omfatter bygderne Eiði, Ljósá og Svínáir på den nordvestlige del af Eysturoy. Kommunen blev udskilt fra Eysturoyar præstegælds kommune i 1894, mens Sunda kommuna blev udskilt fra Eiðis kommuna i 1944. 1. januar 2018 havde Eiðis kommuna 720 indbyggere, mod 621 i 1985.
Seneste kommunalvalg blev afviklet i november 2016 med en valgdeltagelse på 88,2%. Kommunen har ikke tradition for politisk opstilling. Snarere er der tale om lokale koalitioner, der danner de enkelte partier. Ved valget i 2016 fik liste A 6 ud af 7 mandater og suveræn topscorer blev borgmester Jógvan í Skorini, som derved beholdt sin post. Stemmerne fordelte sig således (kandidater med fed skrift blev valgt i kommunalbestyrelsen):
| Liste A               | Liste A     | Liste B                | Liste B    |
| --------------------- | ----------- | ---------------------- | ---------- |
| Kandidat              | Stemmer     | Kandidat               | Stemmer    |
| Jógvan í Skorini      | 126         | Olaf Fríðheim          | 37         |
| Hans Jákup Johansen   | 48          | Kristian Martin Juul   | 21         |
| Jóannis Grímur Hammer | 40          | Jógvan Kallsoy Mørkøre | 12         |
| Konrad Joensen        | 36          | Eliesar Olsen          | 7          |
| Ingun Mørkøre         | 30          | Sofus Hansen           | 6          |
| Jens Pauli Nolsøe     | 29          | Emmy Lie               | 3          |
| Annika Egholm         | 28          | Elin Vesturdal Nielsen | 2          |
| Magna E. Mørkøre      | 16          | Annika Zachariasen     | 1          |
| Sigfríður S. Sólsker  | 14          | Súni í Kollsbyrgi      | 0          |
|                       |             | Emil Sólsker           | 0          |
| Liste                 | 4           | Liste                  | 3          |
| I alt                 | 371 (80,1%) | I alt                  | 92 (19,9%) |